# Proletarski (Adygeja)
Proletarski (russisch Пролетарский, adygeisch Ермэл) ist ein Dorf (chutor) in Südrussland. Es gehört zur Republik Adygeja und hat 1081 Einwohner (Stand 2019). Im Ort gibt es 10 Straßen. Das Dorf wurde 1923 gegründet. Proletarski liegt 17 km nördlich von Tulski (dem Verwaltungszentrum des Bezirks) auf der Straße. Mafechabl ist der nächstgelegene ländliche Ort.